# Jean Baptiste Cipriani
Jean Baptiste Cipriani, connu également sous le nom de Cipriani Franceschi,, probablement né à Guagno en 1773 et mort sur l'île de Sainte-Hélène le 27 février 1818, est un familier de Napoléon Ier dont il fut l'agent secret.

## Biographie
Il serait officiellement né à Guagno en Corse et semble avoir été baptisé à sa naissance vers 1773. Son père naturel ou parrain serait un membre de la famille de Christophe Saliceti ou le futur conventionnel lui-même. De sa mère nous ne connaissons que la confidence qu'il fit à Marchand « Il attachait du mystérieux à la mort de sa mère qui, disait-il, avait été trouvée étranglée dans son lit ». Toujours selon Marchand « Il avait été presque élevé dans la maison de l'Empereur ». Il accomplissait de menus travaux pour Madame Letizia et Lucien lui aurait appris à lire. Ce qui est certain est qu’il les accompagne dans leur fuite à Marseille en 1793. Il est décrit par ses contemporains comme un homme de « Rare intelligence… son caractère était fortement trempé, son cœur bon et son âme sensible ».

## Capri
Il devient un agent au service de Saliceti en Italie et en 1806, alors que Joseph Bonaparte est roi de Naples, il devient intendant ou majordome de Saliceti sous le titre de maestro di casa. Durant l'exil de Sainte Hélène il se confia beaucoup au Docteur O'Meara, médecin de l'Empereur. Il lui conta comment il intervint lors de l'attentat contre son maître,; il lui conta également en détail comment en 1808 il berna Hudson Lowe, le futur Gouverneur de l'île de Sainte-Hélène, qui commandait alors la forteresse de Capri.
La prise de Capri par le général Jean Maximilien Lamarque en décembre 1808 fut en fait préparée grâce à son réseau d'agents secrets et de contrebandiers corses. Il parvient à « retourner » Antoine Suzzarelli, espion de Hudson Lowe, et à en faire un agent double au service des Français . Suzzarelli finira par donner à Hudson Lowe le nom de Franceschi comme étant un agent de Christophe Saliceti; pour cette raison, maître d'hôtel à Sainte-Hélène, il se fera appeler simplement Cipriani. Il est de ce fait en partie responsable de la capitulation de Capri aux mains d'Hudson Lowe,.
Saliceti décèdera le 23 décembre 1809 à Naples dans des conditions assez mystérieuses, les napolitains soupçonnant Hudson Lowe, ce dernier accusant Marie-Caroline d'Autriche d'en être l'instigatrice. Juste après la mort de son protecteur, Cipriani fut choisi par l'Empereur pour être le chef d'un réseau basé à Gênes sous couvert d'une entreprise de cabotage ; il y pratique également la piraterie. Il est alors marié à Adélaïde Charmant avec qui il aura deux enfants.

## Île d'Elbe
En 1814, il rejoint l'île d'Elbe, devenue la principauté d'exil, où Napoléon l'attache à son service. Il est chargé par l'Empereur de plusieurs emplettes à Livourne où il en profite pour mener des missions d'espionnage. L'une d'elle le mènera jusqu'à Vienne où il découvrira que le Congrès envisage de déporter l'Empereur vers des contrées lointaines, évoquant déjà l'île de Sainte-Hélène. Selon O'Meara cette nouvelle aurait finalement décidé Napoléon à retourner en France.

## Sainte-Hélène
Durant les Cents Jours, il est officiellement maître d'hôtel de l'Empereur mais semble encore accomplir des missions secrètes pour celui-ci.
Il suit Napoléon à Sainte-Hélène durant son exil, et en sa qualité de maître d'hôtel il parcours souvent l'île et se rend à Jamestown pour l'approvisionnement en vivres. Il y joue toujours un rôle discret de renseignement se faisant apprécier par la population locale.
En date du 23 février 1818, O'Meara note « Cipriani s'est plaint aujourd'hui d'une inflammation
d'entrailles qui, dès le moment où il m'en donna connaissance, présenta des symptômes de la nature la plus effrayante. ». Malgré les soins, les saignées et les bains, son état ne s'améliora pas. Napoléon, très inquiet, fut dissuadé de se rendre à son chevet. Le 26 février le Grand Maréchal Bertrand écrit dans ses cahiers « À 7 heures du matin, l'Empereur envoie chercher le Grand Maréchal. Cipriani est mourant. À 4 heures, il meurt en réclamant sa mère, son épouse… Il est tombé malade le lundi, a été emporté le vendredi ». Une foule très nombreuse accompagna le convoi funèbre, sauf l'Empereur confiné à Longwood, Marchand resté auprès de lui et Gourgaud qui avait décidé de quitter l'île. La cérémonie funèbre fut réalisée « […] dans l'église de Plantation House, et de là dans le cimetière ». Toujours selon Bertrand : « ...ses courses pendant sa maladie ont contribué à sa mort, ainsi que l'habitude où il était souvent de boire avec le capitaine et le docteur. ». 
Le nom de Cipriani a été associé aux hypothèses les plus fantaisistes sur la mort de Napoléon, en particulier la substitution de son cadavre par les anglais : ce serait en fait le maître d'hôtel qui repose aux Invalides. La plupart des historiens jugent ces thèses improbables et incohérentes,. Ces spéculations furent en partie étayées par l'article de Monsieur Gilbert Martineau dans le Dictionnaire Napoléon qui écrit : « Le tombeau a disparu et il ne reste donc rien du personnage. ». Michel Dancoisne-Martineau qui a succédé à son père adoptif en qualité de conservateur des domaines français de Sainte-Hélène a cependant précisé que « ...il n’y a pas eu de recherche systématique de la tombe de Cipriani...Car, en dépit de l’inventaire de 1984, il existe des tombes non identifiées à Sainte-Hélène ».
Il a également été soupçonné d'être un agent double et d'être lié à la famille des Bonaparte.